# Hamneda socken
Hamneda socken i Småland ingick i Sunnerbo härad i Finnveden, ingår sedan 1971 i Ljungby kommun och motsvarar från 2016 Hamneda distrikt i Kronobergs län.
Socknens areal är 129,24 kvadratkilometer, varav land 122,51. År 2000 fanns här 656 invånare. Kyrkbyn Hamneda med sockenkyrkan Hamneda kyrka ligger i socknen. 

## Administrativ historik
Hamneda socken har medeltida ursprung. 
Vid kommunreformen 1862 övergick socknens ansvar för de kyrkliga frågorna till Hamneda församling och för de borgerliga frågorna till Hamneda landskommun. Landskommunen utvidgades 1952 innan den 1971 uppgick i Ljungby kommun. Församlingen uppgick 2006 i Södra Ljunga församling.
1 januari 2016 inrättades distriktet Hamneda, med samma omfattning som församlingen hade 1999/2000.  
Socknen har tillhört samma fögderier och domsagor som Sunnerbo härad. De indelta soldaterna tillhörde Kronobergs regemente, Ljungby och Södra Sunnerbo kompanier.

## Geografi
Hamneda socken ligger kring Lagan och Prästebodaån. Socknen består av flack dalgångsbygd kring åarna och småkuperad mossrik skogsbygd däromkring.
I socknen återfinns bland annat byarna Stighult och Issjöa.

## Fornminnen
Ett 20-tal hällkistor från stenåldern och flera järnåldersgravfält finns här. Borglämningar finns på en ö i Lagan. Tre runristningar är kända varav två var inmurade i den nu rivna medeltidskyrkan.

## Namnet
Namnet (1353 Hafnadha), från kyrkbyn, har ett förled som är svårtolkat, eventuellt halfna, hälftenbruk. Efterledet är ed, väg.

### Fotnoter
1. 1 2 3  Svensk Uppslagsbok andra upplagan 1947–1955: Hamneda socken
2. 1 2  Harlén, Hans; Harlén Eivy (2003). Sverige från A till Ö: geografisk-historisk uppslagsbok. Stockholm: Kommentus. Libris 9337075. ISBN 91-7345-139-8
3. ↑  ”Församlingar”. Statistiska centralbyrån. https://www.scb.se/hitta-statistik/regional-statistik-och-kartor/regionala-indelningar/forsamlingar/. Läst 30 december 2022.
4. ↑  Administrativ historik för Hamneda socken (Klicka på församlingsposten). Källa: Nationella arkivdatabasen, Riksarkivet.
5. 1 2  Sjögren, Otto (1931). Sverige geografisk beskrivning del 2 Östergötlands, Jönköpings, Kronobergs, Kalmar och Gotlands län. Stockholm: Wahlström & Widstrand. Libris 9939
6. 1 2 3  Nationalencyklopedin
7. ↑  Fornlämningar, Statens historiska museum: Hamneda socken
8. ↑  Fornminnesregistret, Riksantikvarieämbetet: Hamneda socken Fornminnen i socknen erhålls på kartan genom att skriva in sockennamn (utan "socken") i "Ange geografiskt område"